# دست بالای دست
دست بالای دست یک مجموعه تلویزیونی ایرانی به کارگردانی محسن یوسفی نویسندگی خشایار الوند، امیر برادران و تهیه‌کنندگی مجید مولایی است که در نوروز ۱۳۹۱ از شبکه سه سیما پخش شده است.

## خلاصه داستان
سیامک سلطانی(یوسف تیموری) و سعید سلطانی (جواد عزتی) برادر هستند و در خانه‌ای در جنوب شهر همراه پدرشان(رضا فیض نوروزی) زندگی می‌کنند سیامک آدم کلاهبردار ی است وقصد دارد تا با معرفی کردن خود به عنوان یک جوان تحصیلکرده و پولدار با یک دختر ثروتمند به نام نوشین (بهاره افشاری)ازدواج کند. ولی سعید برخلاف برادرش درستکار بوده و مورد اعتماد صاحبکارش دکتر مجلسی(فتحعلی اویسی) می‌باشد. دکتر مجلسی تصمیم می‌گیرد تا برای دیدن همسر (هایده حائری) و دخترش (سمانه پاکدل) به خارج سفر کند وهمه اموالش را به سعید می‌سپارد. همین موضوع سبب می‌شود تا سیامک سعید را مجبور کند تا خانه مجلسی را به عنوان خانه خود معرفی کند تا بتواند کلاهبرداری کندو.....

## بازیگران
| بازیگر         | نقش         | توضیحات                       |
| -------------- | ----------- | ----------------------------- |
| یوسف تیموری    | سیامک       | پسر اکبر                      |
| جواد عزتی      | سعید        | پسر اکبر                      |
| رضا فیض نوروزی | اکبر        | پدر سیامک و سعید              |
| زهره مجابی     | عمه پروین   | عمه نوشین - خواهر منوچهر      |
| رویا افشار     | عمه ملوک    | عمه سعید و سیامک - خواهر اکبر |
| مجید مشیری     | منوچهر زندی | پدر نوشین                     |
| خشایار راد     | جابری       | وکیل آقای زندی                |
| سمانه پاکدل    | مینا        | دختر آقای مجلسی               |
| مریم سرمدی     | سیمین       | همسر زندی                     |
| علیرضا جعفری   | هومن        | برادر نوشین                   |
| فتحعلی اویسی   | آقای مجلسی  | پدر مینا - صاحب کلینیک زیبایی |
| بهاره افشاری   | نوشین       | دختر منوچهر                   |